# 인도 공과대학교 마드라스
인도 공과대학교 마드라스(Indian Institute of Technology, Madras, 줄여서 IIT Madras)은 인도 타밀나두주 첸나이에 위치한 국립 공과 대학이다.
인도 독립 직후 정부가 국가의 과학, 기계, 공학부문을 심도 있게 훈련·연구·발전시키기 위해 특별법을 제정해, 카라그푸르·뭄바이·칸푸르·마드라스·델리에 설립한 5개교의 기존 인도 공과대학교 중 하나이다.

## 같이 보기
- 인도 공과대학교